# Louvigny, Sarthe
Louvigny är en kommun i departementet Sarthe i regionen Pays de la Loire i nordvästra Frankrike. Kommunen ligger i kantonen Mamers som tillhör arrondissementet Mamers. År 2022 hade Louvigny 175 invånare.

## Befolkningsutveckling
Antalet invånare i kommunen Louvigny
| Referens: INSEE |